# Marnavirus
Marnavirus és l'únic gènere conegut de la família de virus del tipus d'ARN monocatenari + anomenada Marnaviridae. Els virions tenen una càpside no embolcallada. El seu genoma no està segmentat amb una llargada d'uns 9.000 nucleòtids.